# Air Products & Chemicals
Air Products & Chemicals è una società statunitense specializzata nella produzione di prodotti chimici e gassosi. La sede è a Allentown nella regione Lehigh Valley della Pennsylvania, negli Stati Uniti.
È quotata al NYSE: APD

## Produzione attuale
Air Products serve i propri clienti in tecnologia, energia, sanità, cibo e prodotti industriali in tutto il mondo, quali gas industriali (principalmente ossigeno, azoto, argon, idrogeno e anidride carbonica), gas di processo e speciali, materiali ad alte prestazioni e prodotti chimici intermedi.
Air Products produce materiali semiconduttori, idrogeno di raffineria, gas naturale liquefatto, additivi epossidici, armadi gas, rivestimenti avanzati e adesivi.
Fornisce l'idrogeno in celle a combustibile attraverso le stazioni di rifornimento di idrogeno, nonché prodotti chimici per la cura della persona.